# Maritza Martén
Maritza Martén García (ur. 17 sierpnia 1963 w Hawanie) – kubańska lekkoatletka specjalizująca się w rzucie dyskiem, dwukrotna uczestniczka letnich igrzysk olimpijskich (Barcelona 1992, Atlanta 1996), mistrzyni olimpijska z Barcelony.

## Sukcesy sportowe
- mistrzyni Kuby w rzucie dyskiem – 1986, 1987, 1989, 1990, 1993, 1995, 1997[1]
- dwukrotna rekordzistka Kuby – pierwsza reprezentantka tego kraju, która rzuciła dyskiem ponad 70 metrów[2]

| Rok  | Miasto                     | Zawody                                            | Wynik         |
| ---- | -------------------------- | ------------------------------------------------- | ------------- |
| 1979 | Guadalajara                | mistrzostwa Ameryki Środkowej i Karaibów          | srebrny medal |
| 1982 | Bridgetown                 | mistrzostwa Ameryki Środkowej i Karaibów juniorów | srebrny medal |
| 1982 | Barquisimeto               | igrzyska panamerykańskie juniorów                 | złoty medal   |
| 1983 | Caracas                    | igrzyska panamerykańskie                          | srebrny medal |
| 1983 | Bridgetown                 | mistrzostwa ibero-amerykańskie                    | złoty medal   |
| 1983 | Bridgetown                 | mistrzostwa ibero-amerykańskie                    | złoty medal   |
| 1985 | Nassau                     | mistrzostwa Ameryki Środkowej i Karaibów          | złoty medal   |
| 1985 | Kobe                       | letnia uniwersjada                                | złoty medal   |
| 1985 | Canberra                   | puchar świata                                     | 3. miejsce    |
| 1986 | Santiago de los Caballeros | igrzyska Ameryki Środkowej i Karaibów             | srebrny medal |
| 1987 | Indianapolis               | igrzyska panamerykańskie                          | złoty medal   |
| 1987 | Rzym                       | mistrzostwa świata                                | 9. miejsce    |
| 1988 | Berlin Zachodni            | finał Grand Prix IAAF                             | 3. miejsce    |
| 1989 | Duisburg                   | letnia uniwersjada                                | brązowy medal |
| 1989 | Barcelona                  | puchar świata                                     | 3. miejsce    |
| 1991 | Tokio                      | mistrzostwa świata                                | 10. miejsce   |
| 1992 | Barcelona                  | igrzyska olimpijskie                              | złoty medal   |
| 1992 | Hawana                     | puchar świata                                     | 1. miejsce    |
| 1993 | Ponce                      | igrzyska Ameryki Środkowej i Karaibów             | srebrny medal |
| 1993 | Stuttgart                  | mistrzostwa świata                                | 4. miejsce    |
| 1995 | Mar del Plata              | igrzyska panamerykańskie                          | złoty medal   |
| 1995 | Göteborg                   | mistrzostwa świata                                | 4. miejsce    |
| 1997 | San Juan                   | mistrzostwa Ameryki Środkowej i Karaibów          | srebrny medal |

## Rekordy życiowe
- rzut dyskiem – 70,68 – Sewilla 18/07/1992